# 林存
林存（?—?），字以道，福州闽县（今福建省福州市）人。南宋大臣，宋理宗时权参知政事。
林存师从於真德秀，宋理宗端平二年（1235年）中进士，嘉熙二年（1238年），以词科，至试尚书吏部侍郎。历任中书舍人，兼直学院侍讲。宝祐元年（1253年），任湖南安抚使，知湖州。宝祐五年（1257年）秋，林存在明堂执绥以备顾问，符合宋理宗的心意，担任礼部尚书兼侍读提纲事。十月，进端明殿学士、签书枢密院事。宝祐六年（1258年）正月初一，林存兼权参知政事。四月，林存担任同知枢密院事兼权参知政事。开庆元年（1259年），以资政殿学士出知建宁府（治今福建建瓯），没有赴任，于是提举洞霄宫。